# Duomo di Gemona del Friuli
Il duomo di Gemona del Friuli, dedicato a santa Maria Assunta, è la principale chiesa di Gemona del Friuli, in provincia ed arcidiocesi di Udine; fa parte della forania della Pedemontana.

## Storia
Costruito sull'area di una precedente chiesa tra il 1290 ed il 1337, quando venne consacrato dal vescovo di Parenzo Giovanni. Un'epigrafe, murata in facciata, tramanda il nome dell'artefice, Maestro Giovanni, che oltre ad architetto fu anche scultore, ed a lui si attribuiscono il portale e varie sculture che ornano la facciata. Un altro Giovanni, detto Griglio da Gemona, è autore delle due più interessanti opere di scultura in pietra del Friuli del '300. La prima è l'enorme statua di san Cristoforo, alta 7 metri, intagliata in 6 blocchi di pietra e realizzata tra il 1331 ed il 1332.
La seconda è la galleria dell'Epifania, costituita da 9 statue che rappresentano, in un continuum narrativo: l'arrivo del corteo dei magi, l'adorazione ed il sogno dei magi. Alcuni storici dell'arte, per l'insieme delle opere realizzate nella prima metà del '300 nell'ambito dei cantieri dei duomi di Gemona e di Venzone, parlano di Scuola di Gemona. La facciata è ornata anche da tre rosoni, di cui quello centrale fu realizzato a Venezia tra il 1334 ed il 1336, dallo scultore Maestro Buzeta. Il portale rinascimentale è opera di Bernardino da Bissone. Da notare, infine, che l'aspetto odierno della facciata risale ad una drastica riforma ottocentesca risalente agli anni 1825-1826.
Il duomo è separato dal monte Glemine da una robusta muraglia, che il duplice scopo di proteggerlo dalle frane e di costituire una parte del sistema difensivo della città.

## Campanile

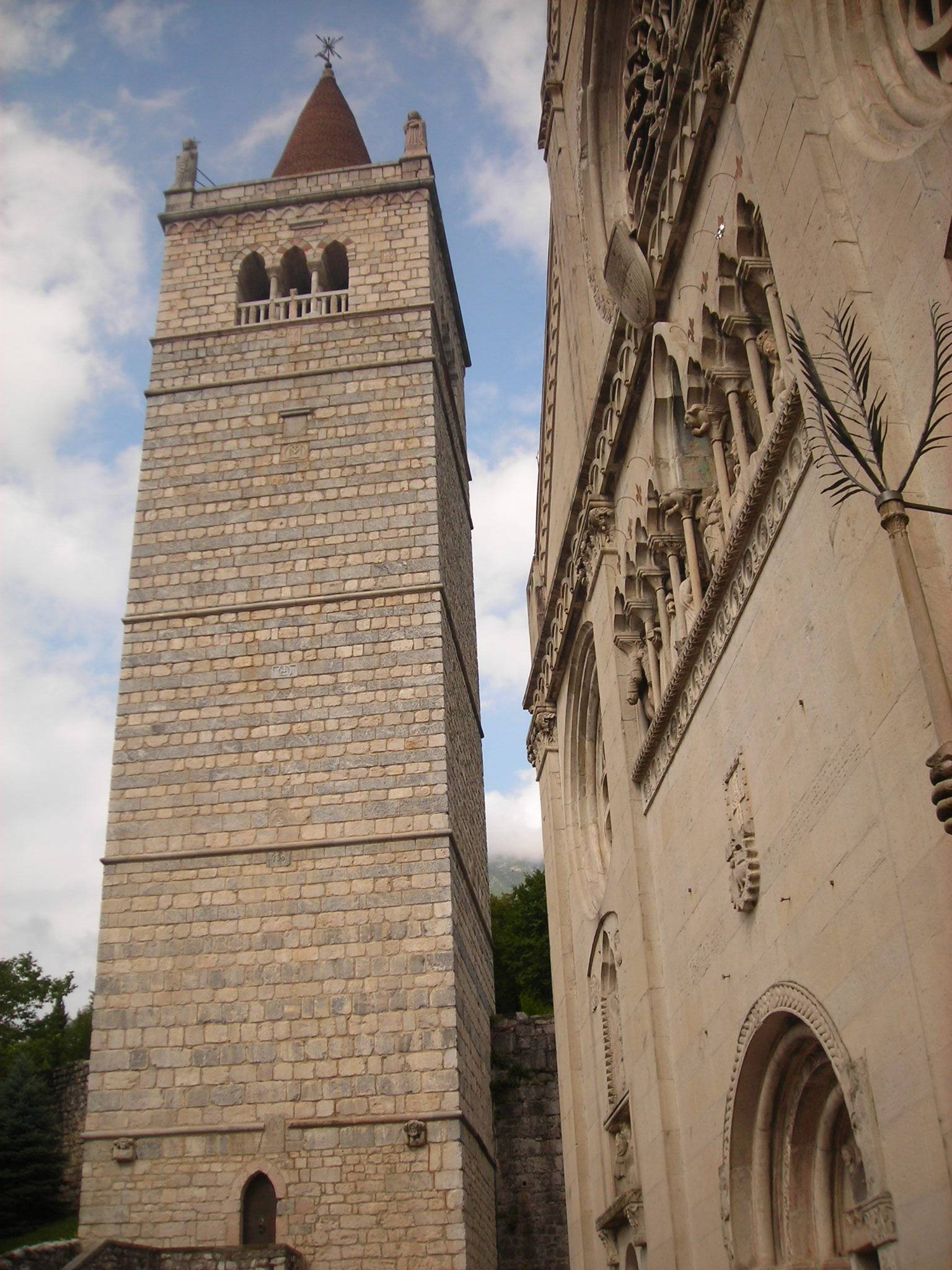
Campanile del duomo.

A sinistra del duomo è posto il campanile, iniziato nel 1341, come riportato da una lapide posta sopra la porta, e terminato nel 1369. È opera di Nicolò e Domenico, figli di Giovanni Griglio.
La struttura è costruita con pietre squadrate e culmina con una cuspide in cotto, è alta circa 50 m., la cella campanaria è aperta da tre trifore ed una bifora.
Anche il campanile fu completamente distrutto dal terremoto del 1976 e fu totalmente ricostruito.

## Le campane
Prima del primo conflitto mondiale il campanile del duomo possedeva quattro campane di fattura molto antica, in particolare il campanone venne fuso nel 1467, la seconda nel 1653, la terza nel 1423 e la quarta nel 1532.
Il 29 gennaio 1918 anche il campanile del duomo, come tutte le torri della zona, subì la requisizione delle campane da parte dell'esercito austro-ungarico per produrre con il loro bronzo i cannoni necessari alle battaglie, i soldati infatti fecero precipitare le quattro campane dalla cella campanaria causando la rottura della seconda campana e del campanone.
La terza campana invece si salvò dalla caduta, per questo venne legata ad un autocarro dai soldati e trascinata per le strade del paese, nonostante alcuni danni la campana fortunatamente si salvò e venne nascosta dai parrocchiani per evitare una nuova requisizione.
Terminata la prima guerra mondiale, con i 3000 cannoni recuperati, si provvide a rifondere le campane. Per la rifusione la parrocchia decise di incaricare la fonderia pontificia Daciano Colbachini di Padova, che fuse nel 1920 quattro campane in Sibemolle maggiore.
Le quattro nuove campane arrivarono a Gemona il 13 giugno 1921 in occasione della festa di Sant'Antonio da Padova, patrono della Città. Nei giorni successivi vennero issate sulla torre campanaria manualmente tramite vari sistemi di corde e grazie all'impegno di decine di parrocchiani.
La campana del 1423 salvata, chiamata "campana di Dante", venne posta in esposizione all'interno del duomo, e non insieme alle altre in cella campanaria, per preservare la storicità e la sonorità della stessa.
Nel 1976 a causa del terremoto, in particolare con le due scosse verificatesi in settembre, il campanile crollò con le campane ancora all'interno della cella campanaria, nel crollo la quarta campana si danneggiò irreparabilmente e venne rifusa, sempre dalla fonderia Colbachini di Padova nel 1982.
Il concerto attualmente è così composto:
| Campana              | Fonderia                          | Anno | Nota Nominale |
| -------------------- | --------------------------------- | ---- | ------------- |
| Grande o "campanone" | Daciano Colbachini e figli Padova | 1920 | Sib2          |
| Mezzana              | Daciano Colbachini e figli Padova | 1920 | Do3           |
| Piccola              | Daciano Colbachini e figli Padova | 1920 | Re3           |
| Quarta               | Daciano Colbachini e figli Padova | 1984 | Mi3 crescente |

## Interno

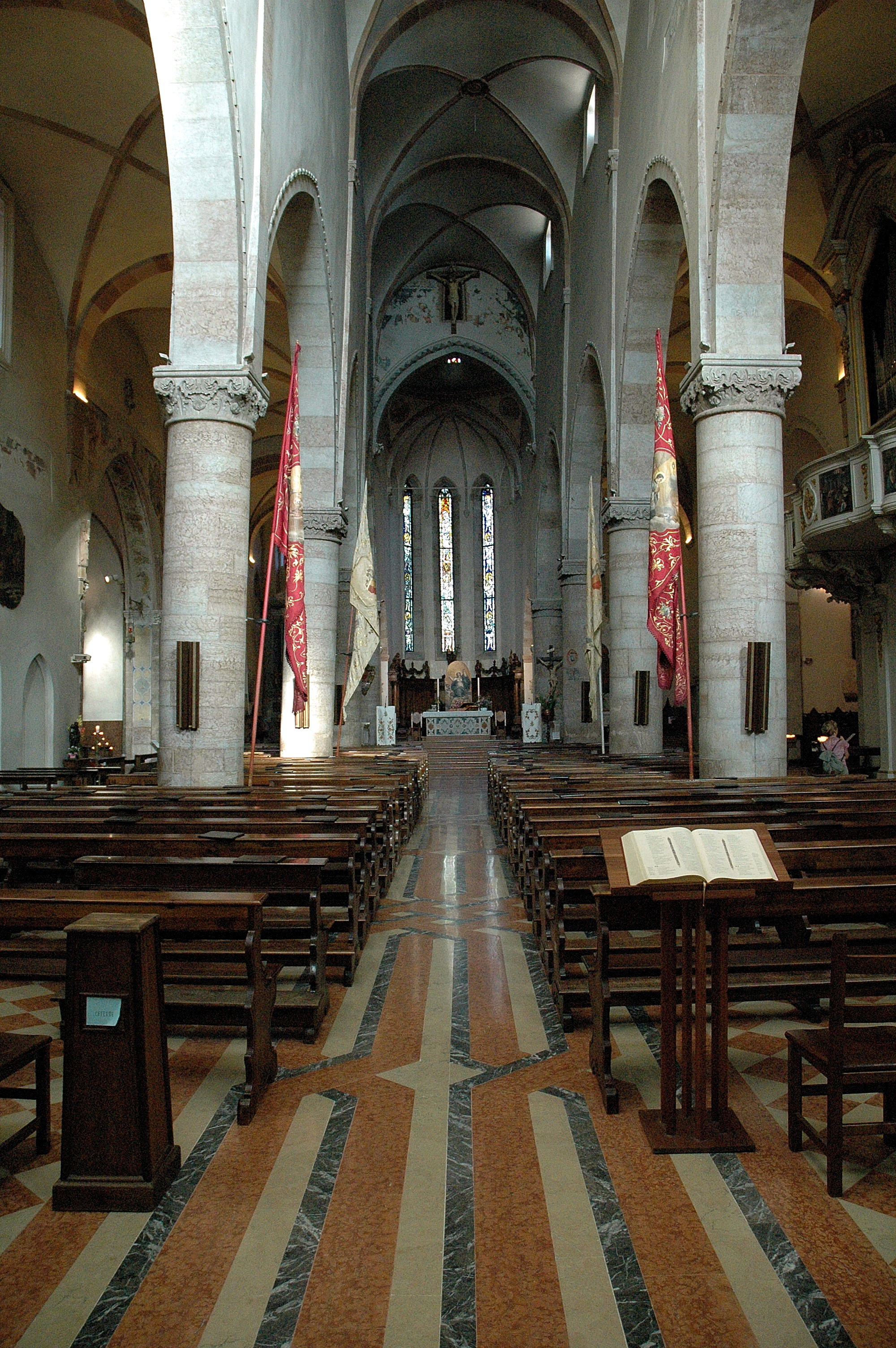
L'interno

Tra le opere conservate all'interno, si possono ricordare l'ancona lignea, con 33 episodi dell'Antico e del Nuovo Testamento, realizzata dal veneziano Andrea Moranzone nel 1391, in cattivo stato di conservazione a seguito dei danni subiti in un incendio, ed un Vesperbild del XV secolo, tema di derivazione austriaca, abbastanza diffuso nel Friuli dell'epoca.
Il Duomo fu gravemente danneggiato dal sisma che colpì il Friuli il 6 maggio 1976.

## Galleria d'immagini

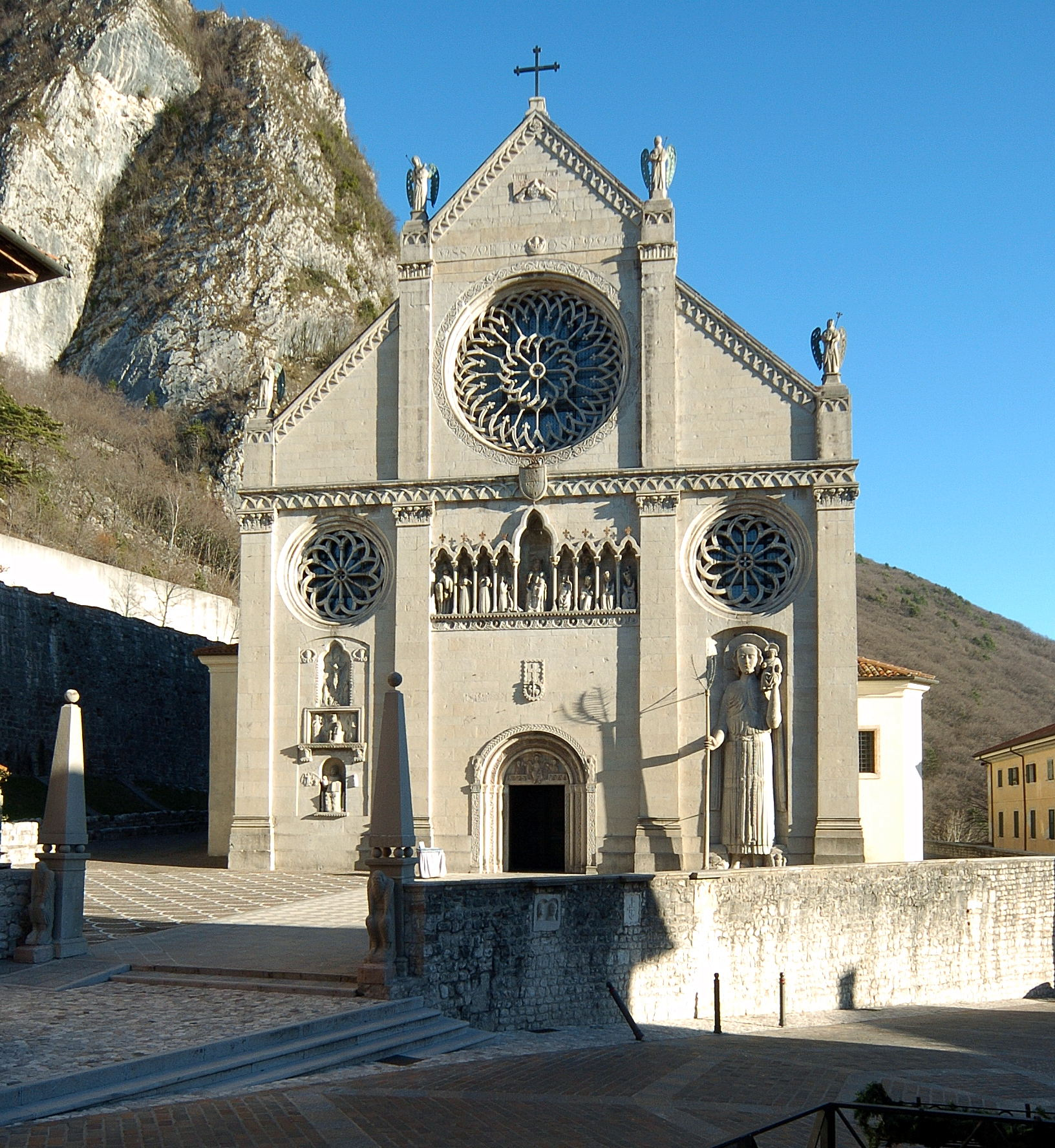
La facciata
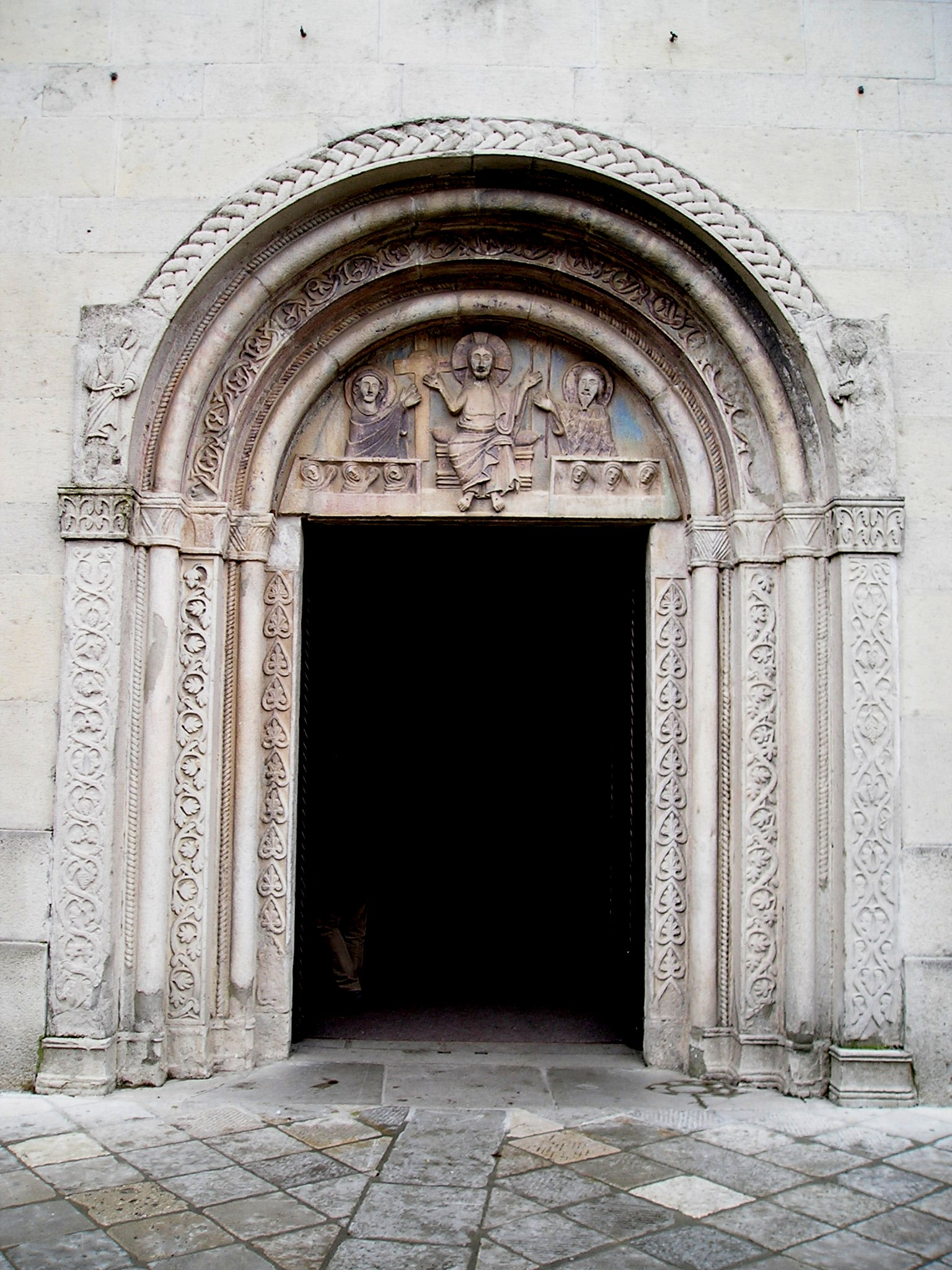
Il portale
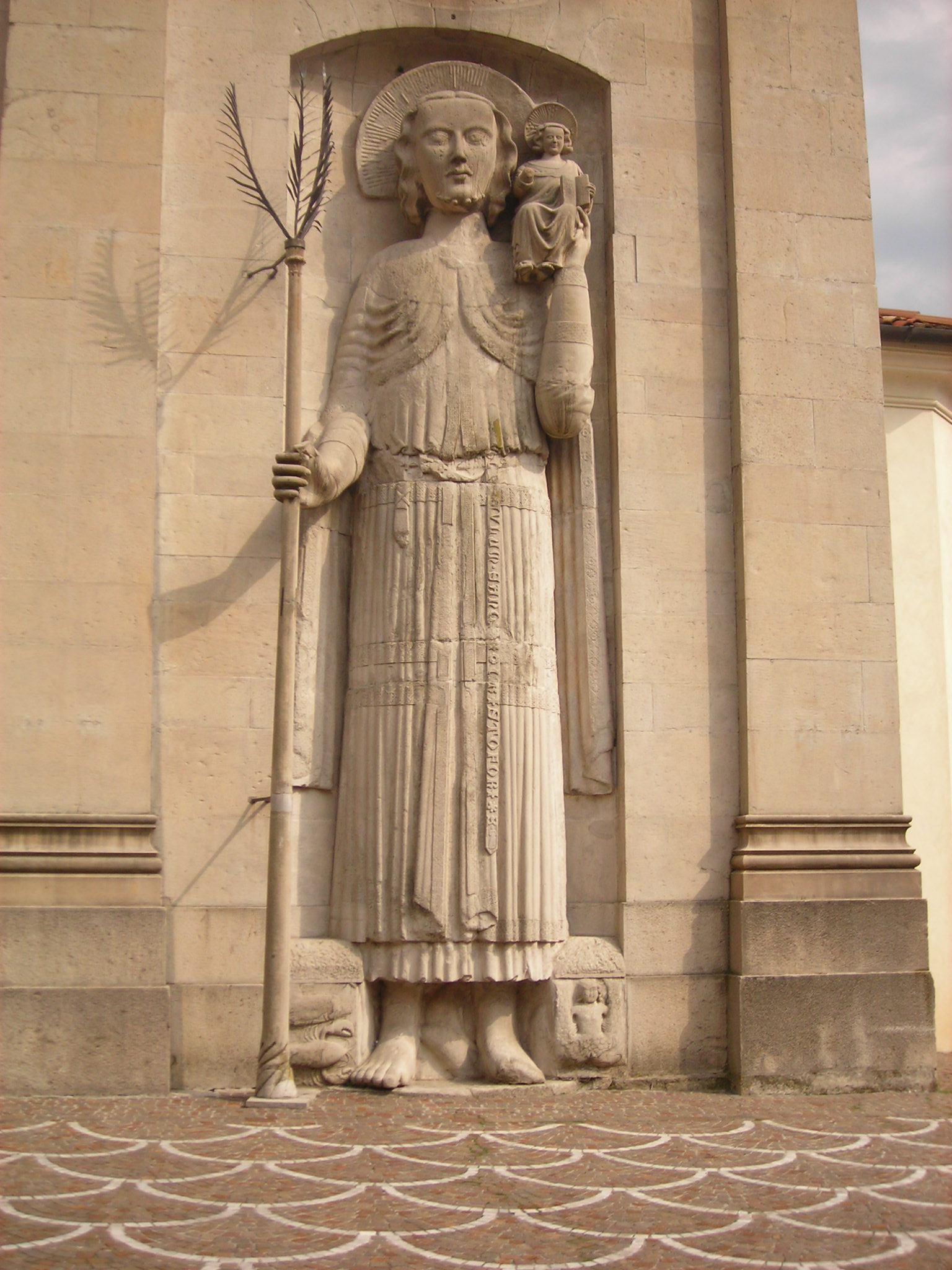
Statua del Duomo
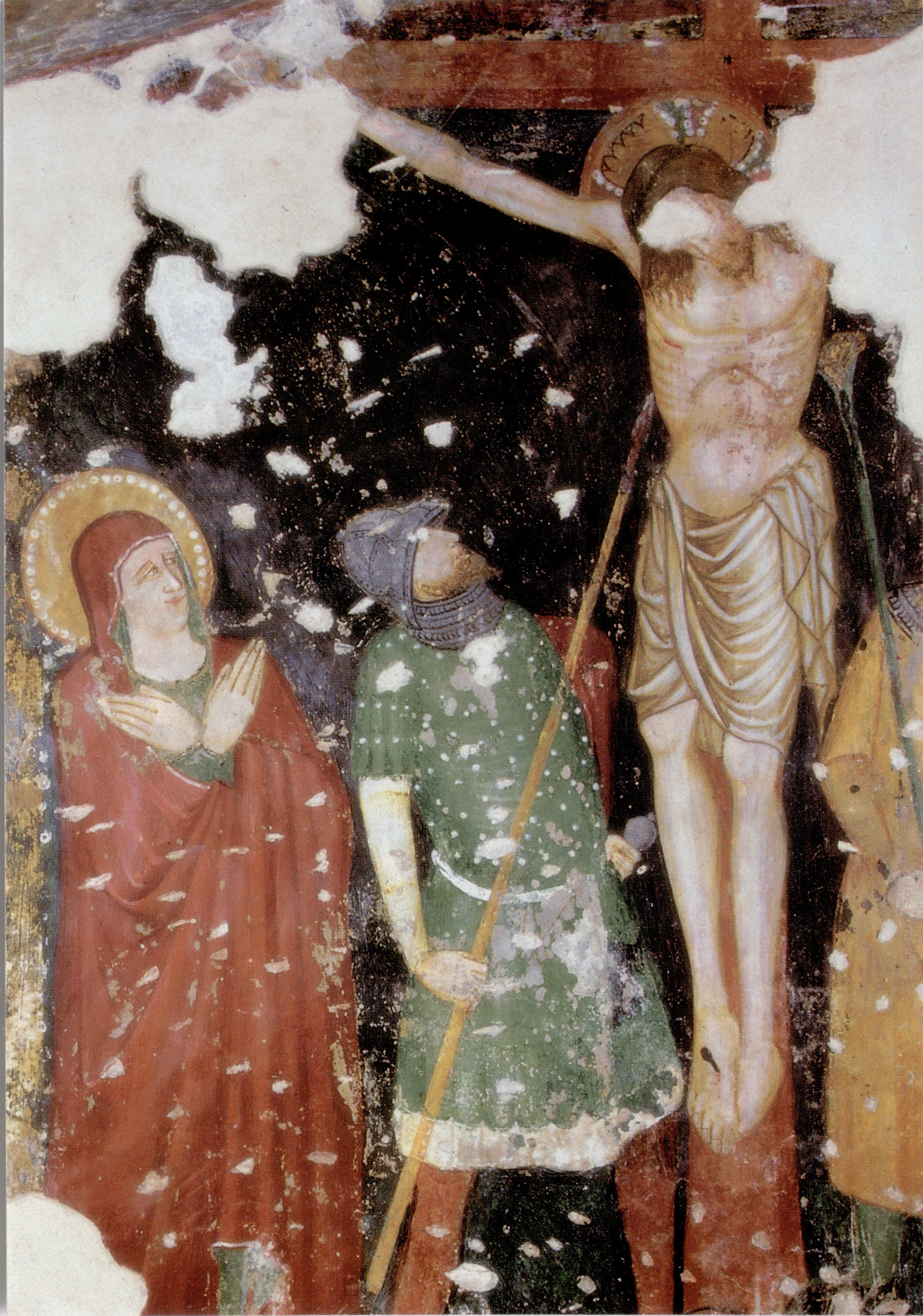
Affresco del XIV secolo